# Ultra posse nemo obligatur
 Ultra posse nemo obligatur  лат. (изговор:ултра посе немо облигатур). Нико није дужан да чини оно што не може. Целзус

## Другачије речено
Нико није дужан више од онога што је у стању да уради.
Нико неће бити у обавези на немогуће.

## Поријекло изреке
Овај израз срећемо у  Римском праву у Јустинијановим дигестима који објашњава, најваљује и  родоначелује,опште прихваћено правничко значење.

## Значење
Углавном правнички термин. Обавеза не може да обавеже немогуће. 
У ширем значењу: не може се  више од онога што се може.